# Nico

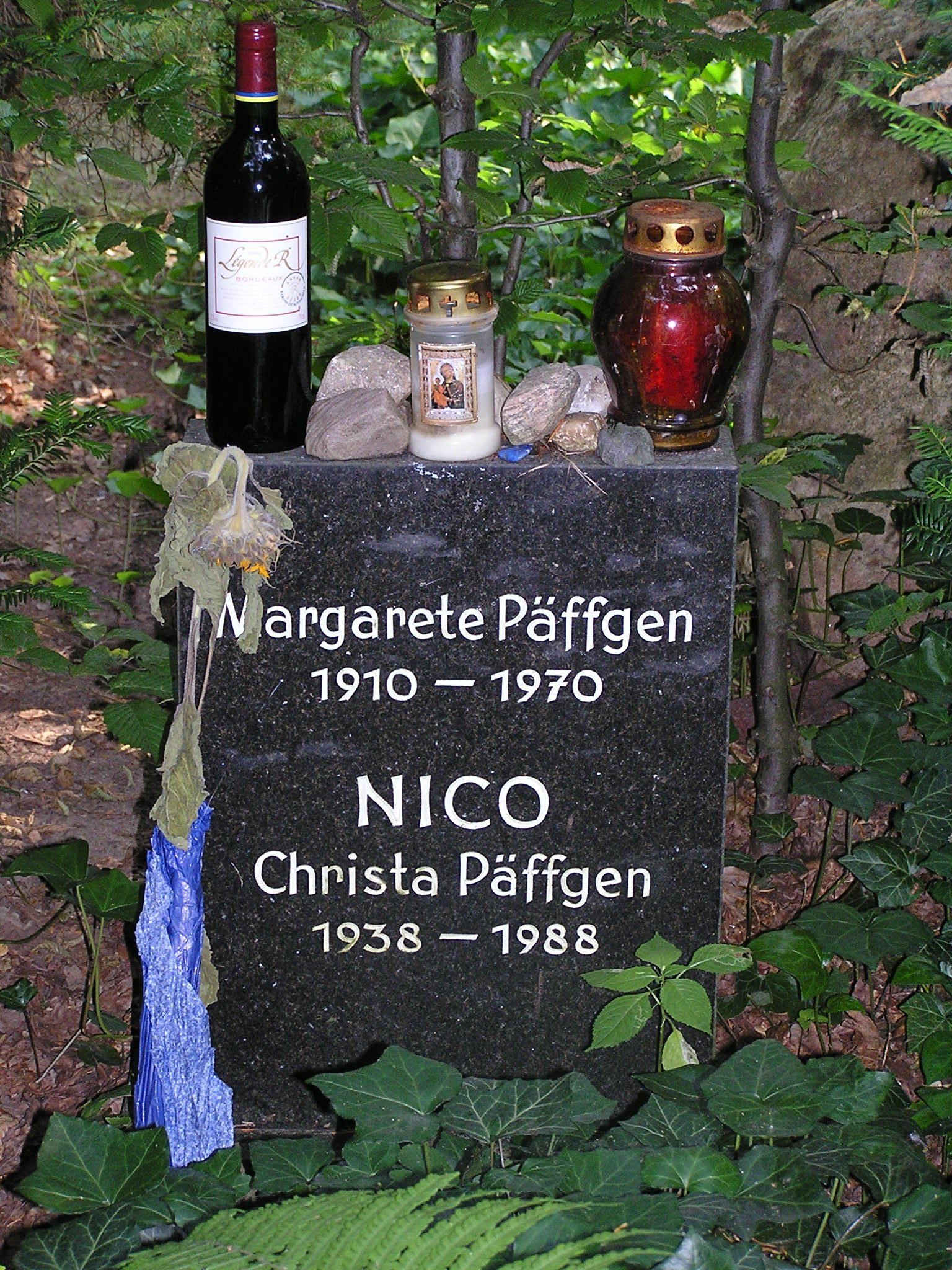
Tomba de Nico al cementiri Grunewald-Forst

Christa Päffgen (16 d'octubre, 1938 – 18 de juliol, 1988) va ser cantant, compositora, model, actriu, teclista i estrella de la Factory, més ben coneguda pel seu pseudònim Nico. És recordada per la seva col·laboració amb The Velvet Underground i els seus treballs en solitari.
La data i la localització del seu naixement són discutides. Moltes fonts assenyalen el 16 d'octubre, de 1938, a Colònia, Alemanya.

## Carrera

### Inicis
Nico va fer fama aviat com a model. Després de deixar l'escola als 13 anys, va començar venent llenceria i ja va ser vista per gent del món de la moda. Un any després, la seva mare li va trobar feina com a model a Berlín.
Als 15 anys Nico va ser violada per un sergent de la força aèria nord-americana, fet pel qual va ser jutjat i afusellat. Es creu que la seva cançó "Secret Side" del disc The End parla sobre aquest incident.
Mentre treballava a Eivissa, va conèixer el fotògraf Herbert Tobias, que va ser qui la va batejar com a "Nico" en honor de la seva exparella, el director de cinema Nico Papatakis. Aviat es va traslladar a París i va treballar per a Vogue, Tempo, Vie Nuove, Mascotte Spettacolo, Camera, Elle, i altres revistes de moda cap a finals de la dècada dels 50. També es diu que fou contractada breument per Coco Chanel.
Tot i haver abandonat l'escola molt aviat, Nico va arribar a parlar amb fluïdesa l'anglès, l'italià, el castellà i el francès, a més de l'alemany.

### Abans de l'ascens
Després d'aparèixer en molts anuncis de televisió, Nico va interpretar un petit paper a la pel·lícula d'Alberto Lattuada La Tempesta (1958), i més tard durant aquell mateix any va aparèixer a For the First Time de Rudolph Maté amb Mario Lanza.
El 1959 va ser convidada al plató de La dolce vita, de Federico Fellini i va atraure l'atenció de l'aclamat director, que de seguida li va donar un paper important a la pel·lícula. Nico, aleshores, es traslladà a Nova York per rebre classes d'interpretació sota el consell de Lee Strasberg.
Mentre partia el seu temps entre París i New York, va interpretar el paper principal a la pel·lícula Strip-Tease (1963) de Jacques Poitrenaud. També en va gravar la canço dels títols de crèdit, que fou produïda per Serge Gainsbourg, però que no va ser editada fins al 2001, quan va ser inclosa en el recopilatori francès Le Cinéma de Serge Gainsbourg.
Durant aquest període va donar llum al seu fill, Christian Aaron Boulogne (nascut el 1962), que segons ella era fill de l'actor Alain Delon. Tot i que el nen va ser criat principalment pels pares de Delon, Delon en va negar la paternitat.

### Inici de la seva carrera musical
El 1965 Nico va conèixer Brian Jones, guitarrista i fundador de The Rolling Stones, i va gravar el seu primer single, "I'm Not Sayin'", per al segell Immediate d'Andrew Loog Oldham.
L'actor Ben Carruthers va presentar-la a Bob Dylan a París aquell estiu. Es diu que Dylan va escriure la cançó "I'll Keep It With Mine" per a ella tot seguit.
Va començar a treballar amb Andy Warhol i Paul Morrissey en els seus films experimentals, incloent Chelsea Girls, The Closet, Sunset, i Imitation of Christ.

### The Velvet Underground and Nico
Mentre apareixia a les pel·lícules de The Factory de Warhol, Nico va ser presentada a The Velvet Underground, que en aquell temps eren el grup de suport d'Exploding Plastic Inevitable de Warhol, un espectacle multimèdia que incloïa cinema, música, il·luminació i dansa en una mena d'experiència teatral total.
Nico va començar a treballar amb la Velvet, cantant la veu principal a tres cançons ("Femme Fatale", "All Tomorrow's Parties" i "I'll Be Your Mirror") i segones veus en altres (Sunday Morning) al seu àlbum de debut The Velvet Underground and Nico.
Publicat el 1967, el disc va esdevenir molt influent i va ser lloat entre els cercles d'art i música rock. Nico va viure una breu relació romàntica amb Lou Reed. En aquesta època també va tenir afers romàntics amb altres músics destacats com John Cale (també de The Velvet Underground), Jim Morrison de The Doors, Jackson Browne, Brian Jones, Tim Buckley i Iggy Pop.
Poc després que el tour Exploding Plastic Inevitable s'acabés, a principis de 1967, Nico i The Velvet Underground van prendre camins separats. Les raons exactes de la seva marxa no han estat aclarides, tot i que tant Lou Reed com el multiinstrumentista John Cale van tocar parts significatives en diversos treballs de Nico en solitari.
Durant els següents 20 anys, va gravar un conjunt de discos aclamats per la crítica, treballant amb gent com Brian Eno i Phil Manzanera. Cale va estar particularment involucrat amb la música de Nico, produint quatre dels seus àlbums, així com tocant i arranjant diversos instruments a les gravacions.
S'ha dit, tot i que mai s'ha confirmat, que Nico va confiar en Lou Reed durant gran part de la seva vida; persones del seu entorn han parlat del lligam que els unia. També ha corregut la brama que Nico va servir d'inspiració per a la protagonista de l'àlbum conceptual Berlin, així com per a nombroses cançons de Reed, com Pale Blue Eyes.

## Carrera en solitari

### La dècada dels 60
Per al seu disc de debut, Chelsea Girl de 1967, Nico va gravar cançons de, entre d'altres, Bob Dylan, Tim Hardin, Jackson Browne i dels membres de la Velvet Lou Reed, John Cale i Sterling Morrison, i va compondre una cançó, "It Was a Pleasure Then", amb Reed i Cale, una peça de vuit minuts amb solos de guitarra i violí.
Chelsea Girl és un disc de folk de cambra tradicional, en la línia de Leonard Cohen, amb instruments de corda i flauta arranjaments imposats pel seu productor. Nico no va quedar satisfeta amb el resultat i la seva opinió no va comptar pel que fa a la producció.
Per al proper LP The Marble Index, publicat el 1969, Nico va escriure les lletres i l'esquelet de les cançons, que consistia principalment en acords d'harmònium en moviment de vaivé. Els arranjaments varen ser escrits per John Cale, que va desenvolupar les cançons de Nico amb una varietat d'instruments clàssics i tradicionals. Frazier Mohawk va produir el disc. L'harmònium va esdevenir l'instrument característic de Nico durant la resta de la seva carrera. Aquest disc combina elements clàssics amb el so de la música tradicional europea.

### La dècada dels 70
Nico va publicar dos discs en solitari durant la dècada dels 70: Desertshore (1970) i The End (1974), i va incloure dues cançons més en un tercer, June 1, 1974. Varen ser produïts per John Cale (Desertshore va ser coproduït amb Joe Boyd), que també va tocar en cadascun dels discos. A Desertshore, Cale toca la majoria dels instruments. Nico, que va compondre la música, canta i toca l'harmònium. A The End, Cale toca una gran varietat d'instruments: xilòfon, sintetitzador, guitarra acústica, i piano elèctric. En aquest àlbum ja hi havia Brian Eno, que també va tocar en el disc en directe June 1, 1974 amb Nico, Cale i Kevin Ayers (amb els discos en solitari del qual Nico va contribuir).
El 13 de desembre de 1974, Nico va fer de telonera en el concert que Tangerine Dream varen fer a la catedral de Reims a França. El promotor havia venut tantes localitats per sobre de la capacitat del lloc que els espectadors no es podien moure o sortir cap a fora, fet que va provocar eventualment que alguns fans orinessin dins de la catedral. L'Església Catòlica va denunciar aquests actes, va ordenar la rededicació de la catedral i va prohibir que hi hagués més concerts en les propietats de l'Església. El 1978 va participar en la quarta edició del Festival Canet Rock.

### La dècada dels 80
Nico va tornar a New York a finals de 1979 i el seu concert de retorn al CBGB a principis de 1980 va ser ressenyat brillantment al New York Times. Va començar a tocar regularment al Mudd Club, i en altres sales, amb Jim Tisdall acompanyant-la amb l'arpa i la guitarra elèctrica, i varen fer una gira per l'est i el mitja-oest en què es van exhaurir totes les localitats. L'espectacle de Chicago va ser votat com el millor concert de l'any per la premsa musical alternativa.
Nico va gravar el seu proper disc d'estudi, Drama of Exile, el 1981. Va significar un allunyament dels seus primers treballs amb John Cale, i incloïa una barreja d'arranjaments rock i del mitjà-est. Després va gravar el seu últim disc, Camera Obscura, el 1985, una col·lecció de música experimental on es van fer servir instruments de jazz i que incloïa una versió de Nico de la cançó de Richard Rodgers i Lorenz Hart "My Funny Valentine".
Nico visqué a Salford, Gran Manchester, compartint una casa amb dos estudiants universitaris (Steve Turley and Neil Henney) de Sheffield, i després va formar una 'relació domèstica' amb John Cooper Clarke.
Un gran nombre d'actuacions de Nico van ser gravades i publicades cap al final de la seva carrera, com Heroine (1982), Behind the Iron Curtain (1986), i el seu últim concert, Fata Morgana (Nico's Last Concert), gravat el 6 de juny de 1988.

## Mort
Durant més de 20 anys, Nico va ser addicta a l'heroïna. El seu biògraf Richard Witts va especular que l'hàbit havia estat provocat per les seves experiències traumàtiques de la guerra i pel fet de ser filla il·legítima.
James Young, un membre de la banda durant la dècada dels 80, recorda al seu llibre Nico—Songs They Never Play on the Radio molts exemples del comportament diabòlic de Nico sota els efectes de l'addicció. Poc abans de morir, va aconseguir deixar l'hàbit i va començar un règim d'exercici i menjar saludable.
El 18 de juliol de 1988, mentre estava de vacances amb el seu fill a Eivissa, Nico va patir un atac de cor lleu mentre anava amb bicicleta, va caure i es va colpejar el cap. Un taxista que passava la va trobar inconscient, i va tenir dificultats perquè l'admetessin als hospitals de la zona. Se li va diagnosticar, incorrectament, una insolació i va morir l'endemà. Més tard, els raigs-X van revelar que una hemorràgia cerebral severa havia estat la causa de la seva mort.
Nico va ser enterrada a la sepultura de la seva mare al cementiri de Grunewald Forest a Berlín. Uns quants amics van posar un casset amb la cançó "Mütterlein", del disc Desertshore, al seu funeral.

## Discografia
| Year | Title                                                                           |
| ---- | ------------------------------------------------------------------------------- |
| 1963 | Strip-Tease (French Recording) (publicat el 2001)                               |
| 1965 | I'm Not Sayin'/The Last Mile (45 RPM Single)                                    |
| 1967 | The Velvet Underground and Nico                                                 |
| 1967 | Chelsea Girl                                                                    |
| 1969 | The Marble Index                                                                |
| 1970 | Desertshore                                                                     |
| 1973 | The End                                                                         |
| 1974 | June 1, 1974                                                                    |
| 1981 | Drama of Exile (publicat en dues versions)                                      |
| 1982 | Do or Die: Nico in Europe (diari del tour)                                      |
| 1985 | Nico Live in Pécs                                                               |
| 1985 | Camera Obscura                                                                  |
| 1986 | Live Heroes                                                                     |
| 1986 | Behind the Iron Curtain                                                         |
| 1987 | Nico in Tokyo                                                                   |
| 1988 | Fata Morgana (Nico's Last Concert)                                              |
| 1989 | Hanging Gardens                                                                 |
| 1994 | Heroine                                                                         |
| 1998 | Nico: The Classic Years                                                         |
| 2002 | Innocent & Vain - An Introduction to Nico                                       |
| 2003 | Femme Fatale: The Aura Anthology (Drama of Exile estès, més un disc en directe) |
| 2007 | All Tomorrow's Parties (disc doble en directe)                                  |
| 2007 | Nico: The Frozen Borderline - 1968-1970                                         |

## Llibres
- Nico: The Life and Lies of an Icon by Richard Witts, (Virgin Books: Londres, 1992).
- Up-tight: the Velvet Underground Story by Victor Bockris and Gerard Malanga (Omnibus Press: Londres, 1995 reprint).
- Songs They Never Play On the Radio by James Young, (Bloomsbury Publishing Ltd: Londres, 1992).
- Nico: Photographies by Antoine Giacomoni, (Dragoon: París, 2002).
- Nico: Cible mouvante. Chansons, Poèmes, Journal by Nico, Jacques Pauvert and Ari Boulogne, (Pauvert: París, 2001).
- L'amour n'oublie jamais by Ari Boulogne, (Pauvert: París, 2001).
- Please Kill Me: The Uncensored Oral History of Punk by Legs Mcneil and Gilliamn Mccain, (Grove Press: Nova York, 1996).

## Films
- Nico Icon (1995), documental dirigit per Susanne Ofteringer
- Nico Icon Play de Stella Grundy presentat a l'Studio Salford el 5 de setembre de 2007